# Nola tincta
Nola tincta är en fjärilsart som beskrevs av Alfred Ernest Wileman och South 1919. Nola tincta ingår i släktet Nola och familjen trågspinnare. Inga underarter finns listade i Catalogue of Life.